# Schlösschen Wörth

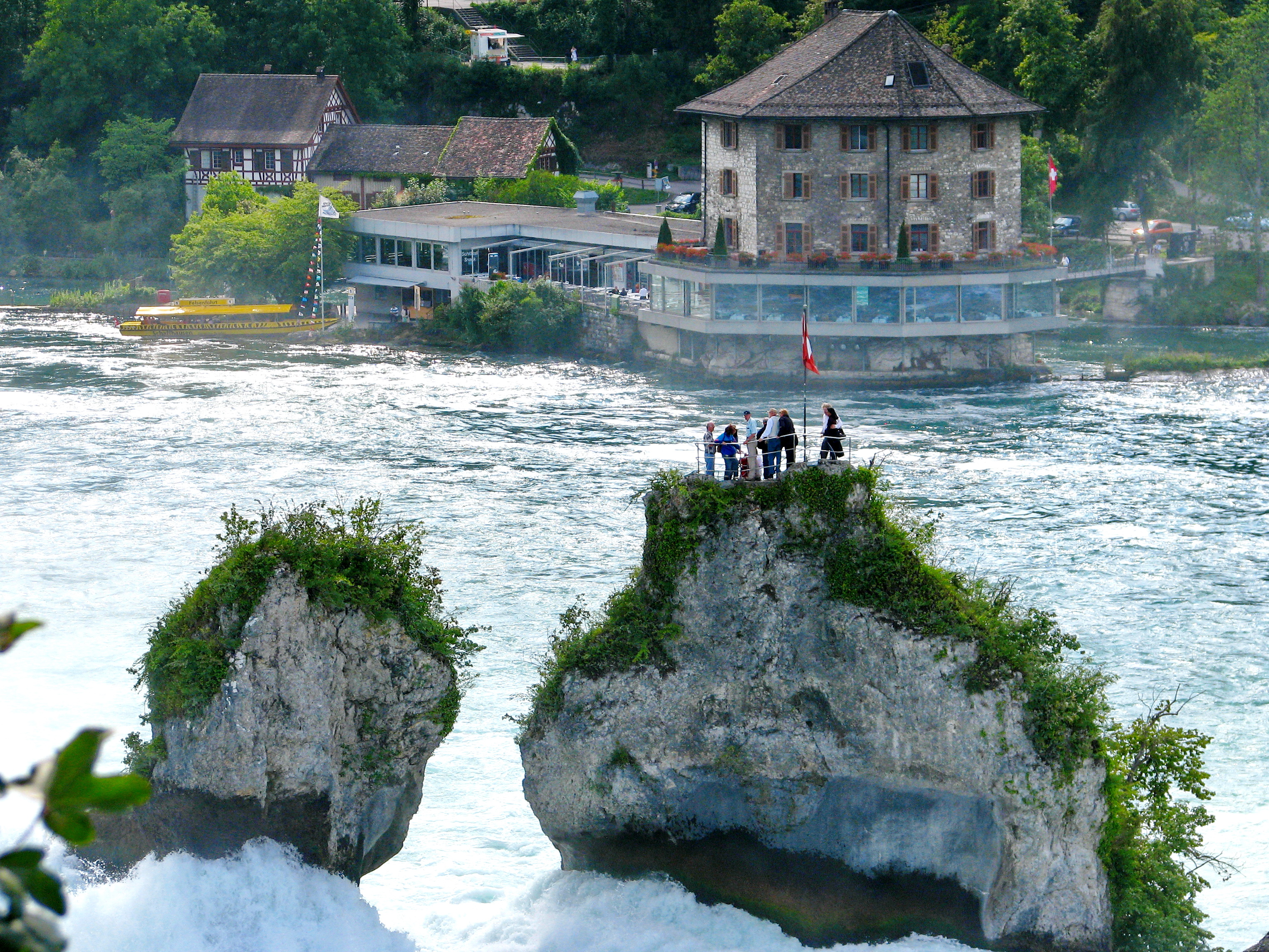
Das Schlösschen Wörth mit den Rheinfallfelsen im Vordergrund

Das Schlösschen Wörth (schweizerdeutsch Schlössli Wörth) ist eine im 12. Jahrhundert erbaute Burg, welche auf einer kleinen Rheininsel im Becken des Rheinfalls bei Neuhausen am Rheinfall im Kanton Schaffhausen, Schweiz steht. Das Schlösschen wird heute als Restaurant genutzt.

## Geschichte
Der Hochrhein wurde über viele Jahrhunderte als Transportweg genutzt. Zwischen Basel und dem Bodensee wurden auf ihm Waren aller Art transportiert. Der Rheinfall sowie Stromschnellen bei Schaffhausen bildeten für die Schifffahrt unüberwindliche Hindernisse. Alle Waren mussten zwischen Schaffhausen und dem Rheinfallbecken mit Wagen transportiert werden. Diesem Umstand verdankt die Stadt Schaffhausen auch ihre Gründung im 11. Jahrhundert. Noch heute prägen dort die Lagerhäuser Güterhof und Schweizerhof das Erscheinungsbild.
Die Burg Werd, wie das Schlösschen Wörth ursprünglich genannt wurde, wurde im 12. Jahrhundert als Zoll und Warenumschlagsplatz erbaut. Im 13. Jahrhundert war sie Lehe der Herzöge von Österreich. Eine Familie Meyer aus Jestetten erschien um jene Zeit als Lehensträgerin. Später nannte sich die Familie Meyer von Werd. 1291 erwarb die Schaffhauser Familie Schultheissen von Randenburg die Burg. 1429 ging diese in den Besitz des Benediktinerklosters Allerheiligen in Schaffhausen über. 1524 trat das Kloster die Burg an die Stadt Schaffhausen ab. In den Jahren 1621 und 1622 wurde die Burg umgestaltet. 1832 trat die Stadt sie an den Kanton Schaffhausen ab. In den folgenden Jahren wurde die Burg renoviert und in ein Restaurant umgebaut, welches an Lichtmess 1837 den Betrieb aufnahm. Auf drei Stockwerken wurde je ein Saal mit unterschiedlichen Höhen (elf, zehn und neun Schuh) eingebaut. Bis heute ist das Schlösschen Wörth in kantonalem Besitz.

## Anlage
Das Schlösschen besteht grösstenteils aus einem unregelmässigen sechseckigen Turm, welcher in seiner Grundform bis in die Erbauungszeit zurückreichen dürfte. Der Turm ist dreigeschossig und steht auf einem vom Rhein umflossenen Felsen. Die Insel ist über einen Steg erreichbar.
In den 1960er Jahren wurde eine gedeckte Panoramaterrasse angebaut, welche jedoch das Erscheinungsbild beeinträchtigt. Zur gleichen Zeit wurden auf der Insel neben dem Schlösschen ein Selbstbedienungsrestaurant mit Kiosk und Toilettenanlagen in moderner Betonbauweise erstellt. Auch die Anlegestelle der Ausflugsboote befindet sich dort.

## Tourismus
Das Schlösschen Wörth wird heute intensiv touristisch genutzt. Viele hunderttausend Touristen aus aller Welt besuchen jedes Jahr den Rheinfall.